# Nationaal Socialistisch Studentenfront

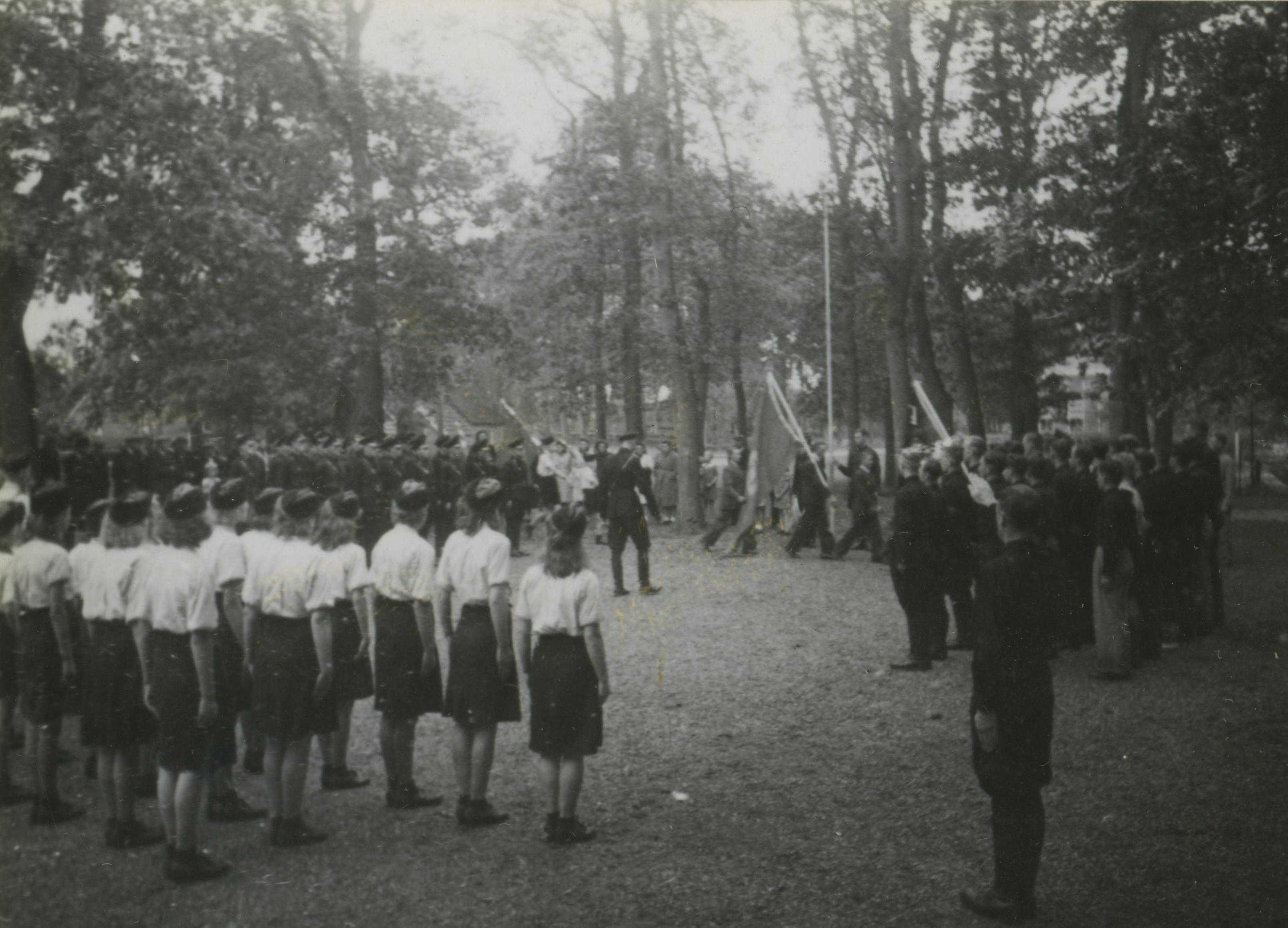
NSSF-leden bij een 'oogsthulpkamp' in Tynaarlo (augustus 1942).

Het Nationaal Socialistisch Studentenfront (NSSF) was een studentenorganisatie van de Nationaal Socialistische Beweging. Het NSSF werd op 16 november 1940 in Den Haag door Robert van Genechten opgericht. Dit gebeurde na de stille dood van de vorige studentenorganisatie: de Nederlandsche Nationaal-Socialistische Studentenfederatie. Het landelijk secretariaat zetelde in Het Huis Maupertuus aan het Rapenburg in Leiden. Het secretariaat bleef daar ook na de sluiting van de universiteit in november 1941 gevestigd, ook al werd de afdeling Leiden opgeheven.
Kort na de oprichting werden aan de universiteiten de oude afdelingen van de NNSS weer opnieuw opgericht, of werden de nog bestaande nationaalsocialistische studentenorganisaties in het NSSF opgenomen. Na verloop van tijd ontstonden er ook afdelingen aan Duitse universiteiten. (Waarschijnlijk waren er zeven afdelingen in Nederland en 19 in Duitsland.) Naast de regionale afdelingen waren er nog de volgende afdelingen:
- Middelbaar Technische Scholen, met weer afdelingen over het hele land
- Buitenland
- Notariaat
- Meisjesstudenten
- Dienst Studiebelangen
- Oude Garde, voor oud-leden

Van februari 1941 tot waarschijnlijk september 1944 verscheen het eigen mededelingenblad Studentenfront.
 Portaal: Fascisme en nationaalsocialisme in Nederland · Fascisme · Nationaalsocialisme